# 河林満
河林 満（かわばやし みつる、1950年12月10日 - 2008年1月19日）は、日本の小説家。福島県いわき市に生まれる。

## 来歴
東京都立川市や昭島市で育ち、東京都立立川高等学校定時制を卒業した。卒業後は郵便局員として昭島郵便局にて2年間勤務したのち、1973年、立川市職員に就職。27年間の勤務を経て、文筆業に専念すべく1998年、立川市役所を退職。
市役所職員として勤務するかたわら創作活動を行い、1986年に「海からの光」で第9回吉野せい賞奨励賞、1988年「ある執行」で第七回自治労文芸賞を受賞した。1990年「渇水」で文學界新人賞を受賞し、『文學界』1990年6月号に掲載した。同作品は103回芥川賞候補にもなった。1993年、同じく『文學界』に掲載された「穀雨」で再び109回芥川賞候補となった。
1991年から吉野せい賞の選考委員をしていた。2008年、脳出血のため死去。57歳没。
市職員として働きながら書かれた代表作「渇水」は自身の水道業務の経験をもとに書かれたとされる。本作はNHK-FMでFMシアターとして1990年にラジオドラマ化されており、第28回ギャラクシー賞ラジオ部門優秀賞を受賞した。
また、「渇水」に収められている「海辺のひかり」は「海からの光」が小川国夫の著書と同名であることに配慮して改題されたもので、『福島県文学全集　第1期　小説編の第6巻　現代編2』に収録されている。
2023年6月、「渇水」が高橋正弥監督で映画化された。

## 単行本
- 『渇水』文藝春秋、1990年 ISBN 9784163119403 のち角川文庫、2023年 ISBN 9784041119921
- 『黒い水/穀雨 河林満作品集』インパクト出版会、2021年 ISBN 9784755403156

## 関連人物
- 中上健二
- 岳真也
- 三田誠広
- 笹倉明